# Ordo Ad Chao
Ordo Ad Chao – czwarty album muzyczny zespołu Mayhem wydany 16 kwietnia 2007 przez wytwórnię płytową Season of Mist. Do roli wokalisty powrócił Attila Csihar, znany z albumu De Mysteriis Dom Sathanas. Album jest powrotem grupy do tradycyjnej formy black metalu.
Tytuł pochodzi z łaciny i oznacza "porządek do chaosu". Jest to nawiązanie do łacińskiej sentencji Ordo Ab Chao, oznaczającej "z chaosu porządek". Tytuł jest niezgodny z deklinacją w łacinie. Przyimek ad łączy się z przypadkiem Accusativus a nie Ablativus. Poprawna forma powinna brzmieć Ordo Ad Chaos.

## Lista utworów
Opracowano na podstawie materiału źródłowego.
| Nr | Tytuł utworu           | Słowa         | Muzyka     | Długość |
| -- | ---------------------- | ------------- | ---------- | ------- |
| 1. | „A Wise Birthgiver”    | Attila Csihar | Blasphemer | 3:30    |
| 2. | „Wall of Water”        | Attila Csihar | Blasphemer | 4:40    |
| 3. | „Great Work of Ages”   | Attila Csihar | Blasphemer | 3:52    |
| 4. | „Deconsecrate”         | Attila Csihar | Blasphemer | 4:07    |
| 5. | „Illuminate Eliminate” | Attila Csihar | Blasphemer | 9:40    |
| 6. | „Psychic Horns”        | Attila Csihar | Blasphemer | 6:32    |
| 7. | „Key to the Storms”    | Attila Csihar | Blasphemer | 3:52    |
| 8. | „Anti”                 | Attila Csihar | Blasphemer | 4:33    |
|    |                        |               |            | 40:46   |

## Twórcy
Opracowano na podstawie materiału źródłowego.
| - Attila Csihar – śpiew, teksty utworów, produkcja, mastering - Rune "Blasphemer" Eriksen – gitara, gitara basowa, produkcja - Jørn "Necrobutcher" Stubberud – gitara basowa - Jan Axel "Hellhammer" Blomberg – perkusja |  | - Knut Magne Valle – inżynieria dźwięku, miksowanie - Gyikful – mastering - Kim Sølve – oprawa graficzna albumu - Trine Paulsen – oprawa graficzna albumu |

## Pozycje na listach
| Lista             | Kraj     | Pozycja |
| ----------------- | -------- | ------- |
| VG-Lista          | Norwegia | 12      |
| Sverigetopplistan | Szwecja  | 57      |